# Aloe argyrostachys
Aloe argyrostachys ist eine Pflanzenart der Gattung der Aloen in der Unterfamilie der Affodillgewächse (Asphodeloideae). Das Artepitheton argyrostachys leitet sich von den griechischen Worten argyro für ‚Silber‘ sowie stachys für ‚Ähre‘ ab und verweist auf den silbrigen Anblick der Blüten.

## Beschreibung

### Vegetative Merkmale
Aloe argyrostachys wächst stammbildend und einzeln. Der aufrechte, kahle Stamm erreicht eine Länge von bis zu 50 Zentimeter. Die bis zu 30 bogenförmig-aufsteigenden, linealisch-lanzettlichen, steifen Laubblätter sind zweizeilig angeordnet. Die bläulichgrüne Blattspreite ist bis zu 36 Zentimeter lang und 5 Zentimeter breit. Ihre Spitze ist gerundet. Die stechenden, weißen, braun gespitzten Zähne am Blattrand sind 1 bis 2 Millimeter lang und stehen etwa 10 Millimeter voneinander entfernt. Der Blattsaft ist klar. Er trocknet klar bis sehr hell grün.

### Blütenstände und Blüten
Der einfache Blütenstand erreicht eine Länge von 60 bis 70 Zentimeter. Die dichten, zylindrischen Trauben sind etwa 10 Zentimeter lang. Die eiförmigen, weißlichen Brakteen weisen eine Länge von 12 bis 20 Millimeter auf. Die zylindrischen, weißen Blüten stehen an bis zu 1 Millimeter langen Blütenstielen. Die Blüten sind 30 Millimeter lang. Auf Höhe des Fruchtknotens weisen die Blüten einen Durchmesser von etwa 5 Millimeter auf. Ihre äußeren Perigonblätter sind auf einer Länge von 17 Millimetern nicht miteinander verwachsen. Ihre Spitzen sind weit zurückgebogen. Die Staubblätter und der Griffel ragen etwa 5 Millimeter aus der Blüte heraus.

## Systematik und Verbreitung
Aloe argyrostachys ist im Zentralen Hochland von Madagaskar auf schwach sauren Boden verbreitet.
Die Erstbeschreibung durch John Jacob Lavranos, Bakolimalala Rakouth und Thomas A. McCoy wurde 2007 veröffentlicht.

## Nachweise